# Hypena ovisignata
Hypena ovisignata är en fjärilsart som beskrevs av Bethune-Baker 1908. Hypena ovisignata ingår i släktet Hypena och familjen nattflyn. Inga underarter finns listade i Catalogue of Life.